# 축구의 신: 마라도나
《축구의 신: 마라도나》(영어: Maradona by Kusturica)는 스페인과 프랑스에서 제작된 에미르 쿠스투리차 감독의 2008년 다큐멘터리 영화이다. 아르헨티나 축구 선수 디에고 마라도나의 삶을 다루었다. 호세 이바녜스 등이 제작에 참여하였다.

## 출연진
- 디에고 아르만도 마라도나
- 에미르 쿠스투리차
- 마누 차오
- 피델 카스트로
- 우고 차베스
- 에보 모랄레스
- 루카스 푸이카: 마라도나교 신도 (크레디트 미기재)

## 기타 제작진
- 협력 제작: 리노 픽콜로